# Почаївська липа
Поча́ївська ли́па — вікове дерево, ботанічна пам'ятка природи місцевого значення в Україні. Розташована в місті Почаїв Кременецького району Тернопільської області, біля адміністративного будинку Почаївського лісництва, на вулиці Липовій. 
Площа — 0,02 га. Оголошена об'єктом природно-заповідного фонду рішенням виконкому Тернопільської обласної ради № 554 від 21 грудня 1974 року. Перебуває у віданні Почаївського комбінату комунальних підприємств. 
Під охороною — липа широколиста віком понад 360 років і діаметром 200 см. Має історико-культурну, наукову та естетичну цінність.